# 華盛頓陡崖
83°42′S 55°8′W / 83.700°S 55.133°W
華盛頓陡崖（英語：Washington Escarpment）是南極洲的陡崖，位於伊利沙伯女皇地，屬於彭薩科拉山脈的一部分，全長80公里，根據美國地質調查局的測量和美國海軍的空中照片被繪入地圖。